# Roques de Sapera
Les Roques de Sapera és una muntanya de 804 metres que es troba al municipi de Pontons, a la comarca de l'Alt Penedès.